# Parapetalus gunteri
Parapetalus gunteri är en kräftdjursart som beskrevs av Arthur Sperry Pearse 1952. Parapetalus gunteri ingår i släktet Parapetalus och familjen Caligidae. Inga underarter finns listade i Catalogue of Life.